# Sant Pere de Bellver
Sant Pere de Bellver és una església de Vilobí del Penedès (Alt Penedès) inclosa a l'Inventari del Patrimoni Arquitectònic de Catalunya.

## Descripció
La Capella de Sant Pere està situada al nucli urbà de Bellver, al carrer principal del poble. És d'una sola nau amb capçalera rectangular. La coberta és a dues vessants. La façana és d'arc de mig punt amb portal adovellat. A la part superior d'aquesta hi ha un ull de bou i el campanar d'espadanya d'una obertura.